# Death Valley '69
Death Valley '69 è un singolo discografico del gruppo musicale statunitense Sonic Youth, pubblicato nel 1984 e inciso insieme alla cantante statunitense Lydia Lunch.

## Tracce
1. Death Valley '69
2. Brave Men Run (In My Family)

## Video
Il videoclip della canzone è stato diretto da Judith Barry e Richard Kern.

## Formazione
- Thurston Moore – chitarra, voce
- Kim Gordon – basso, cori
- Lee Ranaldo – chitarra, cori
- Bob Bert – batteria
- Lydia Lunch – voce